# Miley Cyrus & Her Dead Petz
„Miley Cyrus and Her Dead Petz” este cel de-al cincilea album de studio al cântăreaței Americane Miley Cyrus. A fost anunțat și lansat pentru ascultare digitală gratuită pe data de 30 august 2015, de casa ei de discuri independentă „Smiley Miley”. Optarea pentru a produce un album mai mult pe elemente puternic informatizate decât albumul ei anterior Bangerz (2013), Cyrus a început planificarea proiectului în 2013, înainte de ultimul album când fost lansat. Lucru a continuat în 2014 și 2015, moment în care Cyrus s-a împrietenit și a început colaborarea cu trupa de rock psihedelic The Flaming Lips. În plus față de The Flaming Lips, producătorul Cyrus parteneriat cu producătorii, inclusiv Mike Will Made It și Oren Yoel, cu care ea a colaborat pe Bangerz. Acesta include colaborări cu artistul Big Sean, care a apărut anterior pe Bangerz, Sarah Barthel din Phantogram, și Pink Ariel.
În urma cu interpretarea piesei „Dooo It!„ la 2015 MTV Video Music Awards, Cyrus a anunțat, fără promovarea prealabilă sau o confirmare, ca Miley Cyrus and Her Dead Petz va fii disponibil pentru difuzare online. Un videoclip pentru piesa a avut premiera pe lângă album.

## Lista pieselor
Crediturile albumuilui au fost publicate pe site-ul oficial al artistei
| Nr.             | Titlu                                                               | Autor(i)                                          | Producător(i)                                                             | Lungime |  |
| 1.              | „Dooo It!”                                                          | Miley Cyrus Wayne Coyne Steven Drozd Dennis Coyne | Cyrus The Flaming Lips                                                    | 3:35    |  |
| 2.              | „Karen Don't Be Sad”                                                | Cyrus W. Coyne Drozd                              | Cyrus The Flaming Lips                                                    | 4:52    |  |
| 3.              | „The Floyd Song (Sunrise)”                                          | Cyrus Drozd W. Coyne D. Coyne                     | Cyrus The Flaming Lips                                                    | 5:16    |  |
| 4.              | „Something About Space Dude”                                        | Cyrus W. Coyne Derek Brown Drozd D. Coyne         | Cyrus The Flaming Lips                                                    | 3:28    |  |
| 5.              | „Space Boots”                                                       | Cyrus                                             | Oren Yoel                                                                 | 4:39    |  |
| 6.              | „Fuckin Fucked Up”                                                  | Cyrus D. Coyne                                    | D. Coyne The Flaming Lips                                                 | 0:50    |  |
| 7.              | „BB Talk”                                                           | Cyrus                                             | Oren Yoel                                                                 | 4:32    |  |
| 8.              | „Fweaky”                                                            | Cyrus                                             | Mike Will Made It A+                                                      | 3:47    |  |
| 9.              | „Bang Me Box”                                                       | Cyrus                                             | Mike Will Made It Resource                                                | 3:41    |  |
| 10.             | „Milky Milky Milk”                                                  | Cyrus W. Coyne Drozd D. Coyne                     | Cyrus The Flaming Lips                                                    | 4:47    |  |
| 11.             | „Slab of Butter (Scorpion)” (featuring Sarah Barthel of Phantogram) | Cyrus W. Coyne Drozd D. Coyne                     | Mike Will Made It Cyrus The Flaming Lips Ryder Ripps Jon Baken Josh Knapp | 5:01    |  |
| 12.             | „I'm So Drunk”                                                      | Cyrus                                             | D. Coyne The Flaming Lips                                                 | 0:46    |  |
| 13.             | „I Forgive Yiew”                                                    | Cyrus Sam Hook                                    | Mike Will Made It Ripps Baken Knapp                                       | 3:14    |  |
| 14.             | „I Get So Scared”                                                   | Cyrus                                             | Oren Yoel                                                                 | 3:53    |  |
| 15.             | „Lighter”                                                           | Cyrus                                             | Mike Will Made It A+                                                      | 5:19    |  |
| 16.             | „Tangerine” (featuring Big Sean)                                    | Cyrus Drozd W. Coyne D. Coyne Sean Anderson       | Cyrus The Flaming Lips                                                    | 5:05    |  |
| 17.             | „Tiger Dreams” (featuring Ariel Pink)                               | Cyrus Drozd W. Coyne                              | Cyrus The Flaming Lips                                                    | 5:52    |  |
| 18.             | „Cyrus Skies”                                                       | Cyrus Drozd W. Coyne                              | Cyrus The Flaming Lips                                                    | 5:33    |  |
| 19.             | „Evil Is But a Shadow”                                              | Cyrus W. Coyne Drozd Brown D. Coyne               | Cyrus The Flaming Lips                                                    | 4:35    |  |
| 20.             | „1 Sun”                                                             | Cyrus                                             | Oren Yoel                                                                 | 3:59    |  |
| 21.             | „Miley Tibetan Bowlzzz”                                             | Cyrus Drozd                                       | The Flaming Lips                                                          | 2:09    |  |
| 22.             | „Pablow the Blowfish”                                               | Cyrus                                             | Cyrus                                                                     | 3:30    |  |
| 23.             | „Twinkle Song”                                                      | Cyrus                                             | Cyrus                                                                     | 3:43    |  |
| Lungime totală: | Lungime totală:                                                     | Lungime totală:                                   | Lungime totală:                                                           | 92:06   |  |